# Chillou du Feuillet
Le chillou du  Feuillet est un  monument mégalithique situé sur la commune française de Descartes dans le département d'Indre-et-Loire.
Ce dolmen, composé de quatre supports et d'un table, ainsi que d'un support isolé de l'ensemble, est classé au titre des monuments historiques en 1911.

## Localisation et description
Le dolmen occupe le flanc de la vallée de l'Esves, au nord de la commune de Descartes, en limite du territoire de Marcé-sur-Esves.
La table (4,30 × 2,50 m) repose sur quatre supports. Trois d'entre eux sont parfaitement alignés le quatrième étant disposé perpendiculairement. Un cinquième bloc, isolé de cet ensemble et orienté différemment, mesure 1,80 de long. Le dolmen est constitué de grès.
Le dolmen est classé au titre des monuments historiques par arrêté du 4 avril 1911. À une époque inconnue, il est vidé puis remblayé.

## Légendes et mentions littéraires
Selon la tradition, Gargantua aurait joué au palet avec les pierres du dolmen.
Dans le roman La Becquée de René Boylesve, qui se déroule en grande partie à Descartes, certains des personnages principaux viennent régulièrement s'asseoir au pied du dolmen.